# Алый знак доблести (фильм, 1974)
«А́лый знак до́блести» (англ. The Red Badge of Courage) — американская телевизионная военная драма режиссёра Ли Филипса по одноимённому роману Стивена Крейна (1894—1895). Премьера телефильма состоялась 3 декабря 1974 года.

## Сюжет
Гражданская война в США. Молодой Генри Флеминг с энтузиастом вступает в армию Союза в надежде добыть честь и славу. Но в первом же бою он понимает, что в войне нет на самом деле ничего славного и почётного.

## В ролях
- Ричард Томас — рядовой Генри Флеминг
- Майкл Брэндон — рядовой Джим Конклин
- Уэнделл Бёртон — рядовой Уилсон
- Чарльз Эйдман — оборванец
- Уоррен Берлингер — весёлый солдат
- Ли Де Бруа — сержант
- Хэнк Хендрик — генерал
- Джордж Савайя — полковник
- Джон Генри Кокс — лейтенант
- Норман Стоун — капрал
- Тайни Уэллс — толстый солдат
- Дэниел Левенс — солдат
- Том Хеншель — солдат
- Робин Армстронг — солдат
- Сэм Ридер — солдат
- Джо Купер — солдат
- Нил Саммерс — солдат
- Том Хот — солдат
- Франческа Джарвис — матушка Флеминг
- Кэролайн Рид — девушка на ферме
- Кеннет Бойд — возница
- Патрик Уэйн — барабанщик
- Доун Джеффри — брюнетка
- Дебби Тоулман — блондинка

## Съёмочная группа
- Режиссёр-постановщик: Ли Филипс
- Сценарист: Джон Гей
- Продюсер: Чарльз Б. Фицсиммонс
- Оператор: Чарльз Ф. Уиллер
- Композитор: Джек Эллиотт
- Монтажёр: Джордж Джей Николсон
- Художник-постановщик: Билл Молли
- Текст читает: Джек ДеЛеон (нет в титрах)

## Номинации
1975 — Номинация на премию «Эдди» Американской ассоциации монтажёров за лучший монтаж телефильма — Джордж Джей Николсон